# 해커랭크

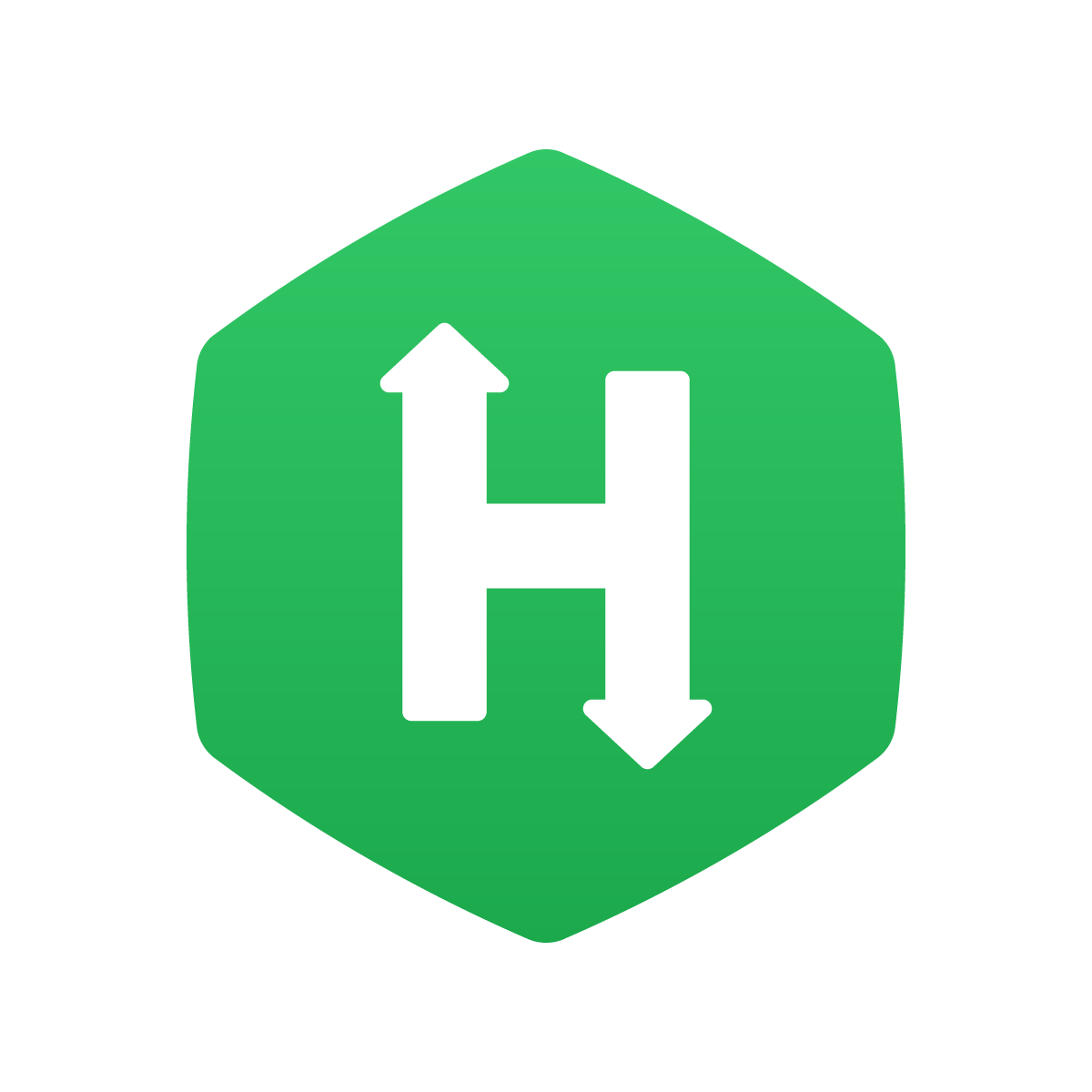
해커랭크.

해커랭크(HackerRank)는 소비자와 사업체를 위한 경쟁 프로그래밍 도전에 초점을 둔 기술 기업으로서 개발자들은 주어진 사양에 따라 프로그래밍을 시도함으로써 경쟁한다. 해커랭크의 프로그래밍 도전들은 다양한 프로그래밍 언어(자바, C++, PHP, 파이썬, SQL, 자바스크립트 등)로 풀 수 있으며 여러 컴퓨터 과학 분야를 아우른다.
컴퓨터 측에서 프로그래머가 프로그래밍 도전에 대한 해결책을 제출하면 출력의 정확도에 따라 제출 자료의 점수를 매긴다. 프로그래머들은 해커랭크 리더보드 전반에 걸쳐 순위가 매겨지며 사용자 간 경쟁을 유도하기 위해 성취에 기반한 배지가 수여된다. 개개의 프로그래밍 도전들 외에도 해커랭크는 콘텐츠(해커랭크에서는 코드스프린츠/CodeSprints로 부름)를 호스팅하고 있는데 여기에서 사용자들은 정해진 시간 동안 동일한 프로그래밍 도전들로 경쟁하며 행사가 끝날 무렵 순위가 매겨진다. 해커랭크는 경쟁적인 컴퓨터 프로그래밍 내에서 점차 커져가는 게임화 트렌드의 일부로 간주되며 웹사이트의 소비자 측면에서는 코더들이 무료로 사용할 수 있다.

## 세계 대학교 코딩 랭킹
| 칼리지                                   | 해커랭크 점수       |
| ---------------------------------------- | ------------------- |
| ITMO 대학교                              | 407.39( 러시아)     |
| 야기엘론스키 대학교                      | 406.00( 폴란드)     |
| Sun Yat-Sen Memorial Middle School       | 387.18( 중국)       |
| Ho Chi Minh City University of Science   | 321.99( 베트남)     |
| 캘리포니아 대학교 버클리                 | 299.48( 미국)       |
| 워털루 대학교                            | 266.59( 캐나다)     |
| 국립 상트페테르부르크 대학교             | 260.68( 러시아)     |
| 키예프 대학교                            | 255.83( 우크라이나) |
| 인도 공과대학교 인도르                   | 254.26( 인도)       |
| 인도 공과대학교 칸푸르                   | 250.72( 인도)       |
| 왕립 공과대학교                          | 231.23( 스웨덴)     |
| Dhirubhai Ambani Institute of Technology | 228.95( 인도)       |
| Netaji Subhas Institute of Technology    | 189.54( 인도)       |
| Georgia Tech                             | 195.25( 미국)       |
| 일리노이 대학교 어배너-섐페인            | 192.11( 미국)       |
| 인도 공과대학교 바라나시                 | 189.54( 인도)       |
| Czech Tech                               | 188.67( 체코)       |
| BITS, Pilani                             | 165.13( 인도)       |
| 빌켄트 대학교                            | 157.56( 튀르키예)   |
| 바베시 볼리야이 대학교                   | 153.72( 루마니아)   |
| 사투마레                                 | 149.18( 루마니아)   |

## 같이 보기
- CodeChef
- HackerEarth
- CodeFights
- CodinGame
- Topcoder